# Thomas Skassis
 (février 2021).
Si vous disposez d'ouvrages ou d'articles de référence ou si vous connaissez des sites web de qualité traitant du thème abordé ici, merci de compléter l'article en donnant les références utiles à sa vérifiabilité et en les liant à la section « Notes et références ».
Thomas Skassis (en grec moderne : Θωμάς Σκάσσης) est un écrivain grec né en 1953 à Athènes. Il a étudié le droit à Athènes, et fait ses études de master à Londres. Il est avocat depuis 1978. Il a publié un recueil de nouvelles Sélectionneur de journaux (1986, éd. Gnosi) et le roman Mots grecs croisés (2000, éd. Polis). Il a traduit, de l'anglais et du français, les œuvres littéraires ainsi que les essais. Il collabore avec la bibliothèque du journal Eleftherotypía.